# Germanes Fox
Les Germanes Fox varen ser tres germanes, Kate Fox (1837-1892), Margaret Fox (1833-1893) i Leah Fox (1814-1890), principals impulsores del naixement de l'espiritisme a meitat del segle xix  després d'afirmar ser testimonis d'una sèrie de fenòmens paranormals.
Els fenòmens eren bàsicament cops que elles mateixes feien d'amagat per a convèncer a la seva germana gran i altres persones que s'estaven comunicant amb esperits. La germana gran es va encarregar llavors de manejar la seva reeixida carrera com a mèdiums durant diversos anys.
En 1888, Margaret i Kate varen confessar que els seus cops eren més que un engany i van demostrar públicament com i quan ho feien. Margaret després va intentar retractar-se de la seva confessió, però la seva reputació ja estava arruïnada, en menys de cinc anys les tres germanes varen morir. Malgrat la seva confessió, el moviment espiritista va continuar creixent en popularitat.